# Schatte

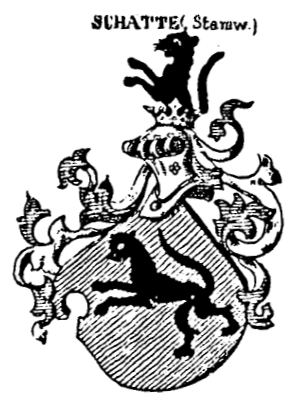
Stammwappen derer von Schatte (1760) in Siebmachers Wappenbuch

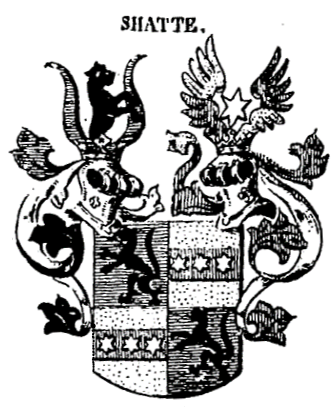
Freiherrenwappen derer von Schatte (1783) in Siebmachers Wappenbuch

Schatte ist der Name eines kurpfälzisch-bayerischen Adelsgeschlechts.

## Adelserhebungen
- Reichsadelstand am 28. März 1760 in Wien für den kurfürstlich pfälzischen Beamten Edmund Ferdinand Schatte.
- Kurfürstlich pfalzbayerischer Freiherrnstand am 10. April 1783 in München für denselben als kurfürstlicher pfalzbayerischer Wirklicher Regierungsrat, Pflegs- und Kastenamtskommissär sowie Steuer- und Umgeldseinnehmer zu Velburg (Oberpfalz).
- Immatrikulation im Königreich Bayern bei der Freiherrnklasse am 30. Januar 1810 für dessen Sohn, den königlich bayerischen Geheimen Rat Johann Nepomuk Freiherr von Schatte.

## Namensträger
- Carl Philipp von Schatte (1746–1833), kurfürstlich pfälzischer Amtsverwalter im Herzogtum Berg
- Edmund Ferdinand Freiherr von Schatte, Pfleger und Kastner, Steuer- und Umgeldseinnehmer  zu Velburg  (Oberpfalz) (1778–1783 erwähnt), am 2. April 1800 in der Schlosskirche zu Velburg begraben
- Friedrich Freiherr von Schatte, Justizrat in Neuburg an der Donau (18. Jh.)
- Johann Nepomuk Freiherr von Schatte, Vizekanzler am Neuburger Hofgericht (1807) und Geheimer Rat
- Karl Freiherr von Schatte (1837 in Wegscheid – 1911 in Traunstein), königlich bayerischer Oberlandesgerichtsrat, Ehrenbürger von Trostberg

## Wappen
- Blasonierung des Stammwappens (1760): In Blau eine aufspringende schwarze Katze. Auf dem gekrönten Helm mit blau-silbernen Decken die Katze wachsend.
- Blasonierung des Freiherrenwappens (1783): Geviert; 1 und 4 das Stammwappen, 2 und 3 in Gold ein mit drei silbernen Sternen belegter blauer Balken. Zwei Helme; auf dem rechten mit rechts blau-silbernen, links schwarz-silbernen Decken die Katze wachsend zwischen zwei blauen Büffelhörnern; auf dem linken mit rechts rot-goldenen, links blau-silbernen Decken ein silberner Stern zwischen offenem, von Gold und Rot übereck geteiltem Flug.

Es handelt sich um Redende Wappen (franz. Chatte für „Katze“).